# Tvåsystemsvagnar
Tvåsystemsvagnar är inom järnvägstrafiken ett lok, en motorvagn eller spårvagn är utrustad med dubbla system för strömförsörjning och/eller signalsäkerhet.
Detta är aktuellt bland annat då man korsar en nationsgräns med tåg och de två ländernas system inte är desamma. Så fungerar till exempel trafiken med X31 i Öresundståg över Öresundsbron mellan Sverige och Danmark.
För spårvagnstrafik ska kunna ske integrerat över hela regioner, oberoende av olika strömstyrkor och system, vilket är vanligt t.ex. på den europeiska kontinenten, har det tagits fram så kallade duospårvagnar, internationellt benämnda TramTrain. Dessa har dubbla system, och passande för svenska förhållanden kan nämnas:
- 750 volt likström och 15 kilovolt växelström, eller
- 750 volt likström och förbränningsmotordrift (diesel)